# التصوير فوق الطيفي

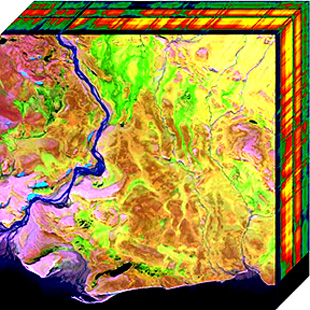

التصوير فوق الطيفي، مثل أنواع التصوير الطيفي الأخرى، يجمع المعلومات من مختلف أنحاء الطيف الكهرومغناطيسي ويعالجها. الهدف من التصوير فوق الطيفي هو الحصول على طيف كل بكسل في صورة مشهد، بهدف العثور على الأشياء أو تحديد المواد أو الكشف عن العمليات. هناك ثلاثة فروع عامة من التصوير الطيفي: هناك ماسحات مكنسة الدفع الضوئية وتشبهها ماسحات مكنسة الخفق الضوئية (المسح المكاني)، وهذه الماسحات تقرأ الصور بمرور الوقت، والماسحات الضوئية متسلسلة العصابة (المسح الطيفي)، والتي تحصل على صور للمنطقة بأطوال موجية مختلفة، وتصوير اللقطة فوق الطيفي، والذي يستخدم جهاز مصفوفة تحديق لتوليد صورة في لحظة.
في حين أن العين البشرية ترى ألوان الضوء المرئي في ثلاثة نطاقات بشكل غالب (الأطوال الموجية الطويلة - التي تُرَى باللون الأحمر، والأطوال الموجية متوسطة الطول – التي تُرَى باللون الأخضر، والأطوال الموجية القصيرة – التي تُرَى باللون الأزرق)، فإن التصوير الطيفي يقسم الطيف إلى عدد أكبر من النطاقات. ويمكن لهذه التقنية في تقسيم الصور إلى نطاقات أن تُمَدَّد إلى ما يتجاوز الرؤية المرئية. في التصوير فوق الطيفي، يكون للأطياف المُسجلة دقة أطوال موجيّة جيدة وتغطي مجموعة واسعة من الأطوال الموجية. يقيس التصوير فائق الطيف النطاقات الطيفية المستمرة، على عكس التصوير متعدد الأطياف الذي يقيس النطاقات الطيفية المتباعدة.
يبني المهندسون مستشعرات فائقة الطيف وأنظمة معالجة للتطبيقات في علم الفلك والزراعة والبيولوجيا الجزيئية والتصوير الطبي الحيوي وعلوم الأرض والفيزياء والمراقبة. تنظر المستشعرات فائقة الطيف إلى الأجسام باستخدام قسم كبير من الطيف الكهرومغناطيسي. تترك بعض الأجسام «بصمات أصابع» فريدة من نوعها في الطيف الكهرومغناطيسي، وتتيح هذه «البصمات» المعروفة باسم التوقيعات الطيفية التعرف على المواد التي تشكّل الجسم الممسوح ضوئيًا. على سبيل المثال، يستفاد الجيولوجيون من التوقيع الطيفي للنفط في العثور على حقول نفط جديدة.

## مستشعرات الصورة فوق الطيفية
بالمعنى المجازي، تجمع المستشعرات فوق الطيفية المعلومات كمجموعة من «الصور». تمثل كل صورة نطاقًا موجيًا ضيقًا للطيف الكهرومغناطيسي، المعروف أيضًا باسم النطاق الطيفي. تُجمَع هذه «الصور» لتشكّل مكعب بيانات فوق طيفي ثلاثي الأبعاد (x,y,λ) للمعالجة والتحليل، والذي يمثل فيه x و y بُعدَين مكانيين للمشهد، وتمثل λ البعد الطيفي (الذي يضم مجموعة من الأطوال الموجية).
من الناحية الفنية، هناك أربع طرق يمكن فيها لأجهزة الاستشعار أن تشكّل المكعب فوق الطيفي: المسح المكاني، المسح الطيفي، التصوير اللحظي، والمسح الطيفي المكاني.
تتولد المكعبات فوق الطيفية من أجهزة استشعار محمولة جواً، مثل مطياف ناسا للتصوير بالأشعة المرئية/تحت الحمراء والمحمول جوًا، أو من أقمار صناعية مثل قمر ناسا الصناعي (إي أو 1) مع أداته فوق الطيفية المسماة هايبريون. ومع ذلك، ما زالت العديد من دراسات التطوير والتصديق تستخدم أجهزة الاستشعار المحمولة باليد.
تقاس دقة هذه المستشعرات عادةً في الاستبانة الطيفية، وهي عرض كل نطاق من الطيف الذي التُقط. إذا اكتشف الماسح الضوئي عددًا كبيرًا من نطاقات التردد الضيقة إلى حد ما، فمن الممكن تحديد الأجسام حتى لو التُقطَت في عدد قليل من وحدات البكسل. ولكن، الاستبانة المكانية أيضًا هي عامل بالإضافة إلى الاستبانة الطيفية. إذا كانت وحدات البكسل كبيرة جدًا، فستُلتَقط عدة أجسام في الكسل نفسها ويصبح من الصعب تحديدها. أما إذا كانت البيكسلات صغيرة جدًا، فتكون الطاقة التي تلتقطها كل خلية استشعار منخفضة، ويؤدي انخفاض نسبة الإشارة إلى الضوضاء إلى التقليل من موثوقية السمات المُقاسة.
يشار أيضًا إلى الحصول على صور فائقة الطيف ومعالجتها باسم التحليل الطيفي للتصوير أو التحليل الطيفي ثلاثي الأبعاد عند استخدام المكعب فائق الطيف.

## تقنيات للحصول على البيانات فوق الطيفية
هناك أربع تقنيات أساسية للحصول على مجموعة البيانات ثلاثية الأبعاد (x,y,λ) للمكعب فوق الطيفي. يعتمد اختيار التقنية على التطبيق المحدد، مع العلم أن لكل تقنية مزايا وعيوب تعتمد على السياق.

### المسح المكاني
في المسح المكاني، يمثل كل مخرج استشعار ثنائي الأبعاد طيفًا كامل الشق  (x,λ). تحصل أجهزة التصوير فوق الطيفي الخاصة بالمسح المكاني على أطياف الشق من خلال عرض شريط من المشهد على فتحة وتشتيت الصورة ذات الشقوق بموشور أو مشبك. تحتوي هذه الأنظمة على عيب يتمثل في تحليل الصورة حسب الخطوط (باستخدام ماسحة مكنسة الدفع الضوئية) وكذلك وجود بعض الأجزاء الميكانيكية المدمجة في القطار البصري. مع أنظمة المسح الخطي هذه، يُجمَع البعد المكاني من خلال حركة المنصة أو المسح الضوئي. يتطلب ذلك تحميلًا ثابتًا أو معلومات مؤشّرة دقيقة لـ«إعادة بناء» الصورة. ومع ذلك، فإن أنظمة المسح الخطي شائعة بشكل خاص في الاستشعار عن بُعد، والتي يكون فيها من المنطقي استخدام المنصات المتحركة. تُستخدم أيضًا أنظمة المسح الخطي لمسح المواد التي تتحرك على حزام ناقل. هناك حالة خاصة من المسح الخطي تتمثل في المسح الضوئي للنقاط (باستخدام ماسحة مكنسة الخفق الضوئية)، إذ تُستخدَم فتحة تشبه النقطة بدلاً من الشق، ويكون المستشعر بشكل أساسي أحادي البعد بدلاً من ثنائي الأبعاد.

### المسح الطيفي
في المسح الطيفي، يمثل كل مخرج استشعار ثنائي الأبعاد خريطة مكانية أحادية اللون (x,y) للمشهد. تعتمد أجهزة التصوير فوق الطيفي للمسح الطيفي عادةً على مرشحات تمرير نطاق ضوئي (إما ثابتة أو قابلة للضبط). يُمسَح المشهد طيفيًا عن طريق تبديل مرشح  تلو الآخر بينما تظل المنصة ثابتة. في مثل هذه الأنظمة «المحدّقة» والماسحة للطول الموجي، يمكن أن يحدث تلطيخ طيفي إذا كانت هناك حركة داخل المشهد، ما يبطل الارتباط/الكشف الطيفي. ومع ذلك، هناك ميزة تكمن في القدرة على انتقاء واختيار النطاقات الطيفية، وامتلاك التمثيل المباشر للبعدَين المكانيَين للمشهد. إذا استُخدِم نظام التصوير على منصة متحركة، مثل الطائرة، فإن الصور التي يُحصَل عليها بأطوال موجية مختلفة ستقابل مناطق مختلفة من المشهد. يمكن استخدام الميزات المكانية على كل صورة لإعادة ترتيب البيكسلات.

### عدم المسح
في حالة عدم المسح، يحتوي مخرج استشعار ثنائي الأبعاد على جميع البيانات المكانية (x,y) والطيفية (λ). تعطي أجهزة التصوير فوق الطيفي لعدم المسح مكعب البيانات بالكامل مرة واحدة، وبدون أي مسح. بالمعنى المجازي، تمثل لقطة واحدة إسقاط منظور لمكعب البيانات، والتي يمكن من خلالها إعادة بناء هيكله ثلاثي الأبعاد. وأبرز مزايا أنظمة التصوير فوق الطيفي هذه هي ميزة اللقطة (إنتاجية ضوء أعلى) ووقت حصول أقصر. وقد صُمّم عدد من الأنظمة، بما في ذلك قياس طيف التصوير المقطعي المحوسب، وقياس طيف التصوير المعاد تشكيله بالألياف، والتحليل الطيفي للمجال المتكامل مع مصفوفات العدسات، ومطياف المجال المتكامل متعدد الفتحات، وقياس طيف المجال المتكامل مع مرايا تشريح الصورة، وقياس طيف التصوير المكرّر للصور، والتحلل الطيفي لمكدس المرشح، وتصوير اللقطة الطيفي للفتحة المشفرة، وقياس طيف تخطيط الصورة، وقياس تداخل ساغناك متعدد الأطياف. ولكن، فإن الجهد الحسابي وتكاليف التصنيع مرتفعة. في محاولة للحد من المطالب الحسابية والتكلفة العالية المحتملة لأجهزة عدم المسح فوق الطيفية، فقد عُرضَت أجهزة نموذجية قائمة على الحوسبة الضوئية متعددة المتغيرات. تستند هذه الأجهزة إلى محرك الحساب الطيفي المعتمد على العنصر الضوئي متعدد المتغيرات أو محرك الحساب الطيفي المعتمد على معدّل الضوء المكاني. في هذه المنصات، تُحسَب المعلومات الكيميائية في المجال البصري قبل التصوير لتعتمد الصورة الكيميائية على أنظمة الكاميرات التقليدية دون مزيد من الحوسبة. وأحد عيوب هذه الأنظمة، هي أنه لا يمكن الحصول على أي معلومات طيفية مطلقًا، بل المعلومات الكيميائية فقط، إلى درجة أنه من غير المتاح القيام بالمعالجة اللاحقة أو إعادة التحليل.